# Ильинское (Свердловская область)
Ильинское — село в городском округе Богданович Свердловской области. Управляется Ильинской сельской управой.

## Географическое положение
Село Ильинское расположено по обоим берегам реки Малой Калиновки —правого притока реки Большой Калиновки (бассейн реки Пышмы), в устье реки Скакун, в 28 километрах (по автодорогам в 33 километрах) к юго-востоку от административного центра округа и района — города Богдановича.

## История села
По преданию, Латышский тож получило название от основателей его двух братьев Алексия и Иоанна Саламатовых, поселившихся на месте нынешнего села ещё в начале XVII века. Были ли они по происхождению латыши или имели только такое прозвище, неизвестно. С момента постройки Ильинской церкви в 1788 году село стало именоваться Ильинским. Главным занятием сельчан было хлебопашество и отхожий промысел.
По решению Свердловского облисполкома № 265 от 24 июля 1984 года деревни Кишкина и Москвина слились с селом Ильинским Ильинского сельсовета.

## Пророко-Илиинская церковь
В 1766 году деревянный храм во имя пророка Илии обветшал, что грамотой митрополит Тобольского Павел разрешил в Латышском селе заложить новую церковь в честь того же святого. Однако второй храм сильно пострадал от пожара, но был восстановлен.
В 1829 году была заложена каменная двухэтажная двухпрестольная церковь, нижний храм которой был освящён в честь Рождества Христова 14 сентября 1841 года, а верхний храм во имя пророка Илии освящён в 1851 году. Так как в 1846 году приготовляюсь к освящению верхний храм был истреблён пожаром, сгорели всё приготовленное к освящению, была уничтожена даже утварь и ризница в нижнем этаже. После пожара верхний храм был восстановлен. В 1887 году в нижнем храме был поставлен новый иконостас, а стены были украшены живописью. В 1899 году к колокольне с южной и северной сторон были сделаны приклады; в прикладе с северной стороны была устроена каменная лестница в верхний храм, а в южном — церковная кладовая. Постройка храма и его восстановление производились на средства прихожан. В состав причта входили 2 священника и 2 псаломщика. Церковь была закрыта в 1935 году. В 1996 году в селе создан приход во имя пророка Илии.

## Школа
С 1873 года была открыта земская школа.

## Население
| 2002 | 2010 | 2021 |
| ---- | ---- | ---- |
| 949  | ↘780 | ↘570 |

В 1869 году в селе насчитывалось 290 дворов.
Структура
По данным переписи 2002 года, национальный состав села Ильинского следующий: русские — 96 %. По данным переписи 2010 года, в селе проживали 351 мужчина и 429 женщин.

## Инфраструктура
В селе Ильинском восемь улиц: Красных Орлов, Ленина, Новая, Октябрьская, Партизанская, Первомайская, Рабочая и Советская; 3 переулка: Кирова, Коробицина и Тихий. Есть школа — МКОУ «Ильинская средняя общеобразовательная школа»), детский сад — МКДОУ «Детский сад № 24» и почтовое отделение.